# Hertog van Valentinois
Hertog van Valentinois is een Monegaskische dynastieke titel die oorspronkelijk deel uitmaakte van de Pair van Frankrijk, dus een Franse titel. De naam verwijst naar de streek rond de stad Valence, zowel de linkeroever als de rechteroever van de Rhône.

## Geschiedenis
De Franse titel werd verschillende keren gecreëerd, hoofdzakelijk voor familieleden van de prins van Monaco. Dit was een gunst van de Franse koning. De oorspronkelijk grafelijke titel werd in het verleden gedragen door de markgraven van Provence en de graven van Dauphiné. Dit laatste betekende dus dat het graafschap Valentinois deel geworden was van de Franse Kroon, waar deze gebieden in de Middeleeuwen behoorden tot het Heilige Roomse Rijk.
Koning Lodewijk XIII verhief vervolgens het graafschap van Valence tot een titulair hertogdom, waarbij de hertog Pair of gelijke was aan de status van de Franse koning:
- Cesare Borgia, (1498-1507) 1e creatie door Lodewijk XIII
- Louise Borgia, (1507-1548)
- Diana van Poitiers, (1548-1566), 2e creatie
- Honoré II, prins van Monaco, (1642-1662), 3e creatie
- Lodewijk (1662-1701)
- Antoine (1701-1715)
- Jacques I, (1716-1733), 4e creatie, waaronder titularissen zoals Charlotte van Monaco

Noteer dat de 4e creatie sinds de 19e eeuw valt onder het Monegaskisch recht en niet meer onder het Franse recht.